# Керосинорез
Керосинорез — устройство для кислородной резки низкоуглеродистых сталей, использующее в качестве горючего керосин.
Резаки жидко-топливные (керосинорезы и бензорезы) предназначены для ручной разделительной резки низкоуглеродистых сталей.
В этих резаках вместо горючего газа используется жидкое топливо (керосин, бензин, дизельное топливо). Резак, работающий на смеси керосина и кислорода, называется керосинорезом, а работающий на смеси бензина и кислорода — бензорезом.

## Типы керосинорезов
Керосинорезы применяются двух типов — с испарением и с распылением.
- Керосинорез, работающий по принципу испарения горючего, имеет испарительную камеру с асбестовой набивкой. В камеру поступает керосин, для испарения которого камера подогревается дополнительным пламенем. Это керосинорезы марок «РК-02», «Вогник 170», «Вогник 177» и др.
- Керосинорезы, работающие по принципу распыления, имеют специальное распылительное устройство. Проходя через которое жидкое горючее распыляется, в распыленном виде поступает в мундштук и там испаряется. Это керосинорезы марок «Вогник 181», а также бензорезы марок «Вогник 182»

Керосинорезы работающие по принципу распыления имеют ряд преимуществ по сравнению с керосинорезами работающими по принципу испарения, а именно:
- вес резака на 30-50 % меньше
- нет асбестовой намотки, это упрощает обслуживание керосинореза
- нет подогревающего пламени, как следствие, резак не перегревается в процессе работы, и резчику не приходится дышать продуктами горения топлива
- работает при низких температурах (до −40 ºС с мундштуком "Зима)
- Высокая стойкость к обратным ударам пламени.

## Устройство и принцип работы керосинореза «Вогник» 181 и бензореза «Вогник» 182
В состав резака входит: ствол с группой запорных вентилей; трубка кислорода режущего; коллектор кислородный; коллектор керосиновый со смесителем; головка резака с наружным и внутренним мундштуком. В кислородном штуцере резака установлен обратный клапан.
Кислород подается в резак через кислородный штуцер со встроенным клапаном. Под действием потока золотник клапана, преодолевает усилие пружины и открывает проход для кислорода. Далее поток разделяется на две части: одна направляется к вентилю кислорода режущего, вторая — к смесительному устройству через вентиль подогревающего кислорода. Кислород подогревающий поступает к смесительному устройству через кольцевой зазор, образованный между кислородным и керосиновым коллектором.
Керосин попадает в резак через штуцер с резьбой М14х1,5 и далее через вентиль жидкого горючего и керосиновый коллектор попадает к дозированному отверстию смесительного устройства.
Резак работает по принципу механического распыления жидкого топлива кислородными струями с последующим испарением аэрозоли в нагретых полостях и каналах наружного мундштука. Нагрев наружного мундштука производится за счет утопленности торца внутреннего мундштука относительно торца наружного, благодаря чему аэрозоль, сгорая у торца внутреннего мундштука, нагревает наружный мундштук.
Особенностью конструкции резака является отсутствие асбестового шнура и отдельного подогревающего пламени для испарения жидкого топлива.